# Narcissa Malfoy
Narcissa Malfoy je izmišljen lik iz serije fantazijskih romanov o Harryju Potterju britanske pisateljice J.K. Rowling. 
Je čistokrvna čarovnica, rojena v aristokratski družini Black, kot hči Cygnusa Blacka III in Druelle Rosier. Bila je sestra Andromede Tange in Krasotilye  L'Ohol. Je tudi Siriusova sestrična, ter mati Dreca Malfoya, žena Luciusa Malfoya in teta Fatale Tange. Živi v graščini, v kateri imajo hišnega vilinca, po imenu Trapets.
Ko je obiskovala Bradavičarko je bila v Spolzgadu. Po diplomi je postala Jedec smrti, tako kot njen mož Lucius, ter sin Dreco. 
Zaradi Luciusove napake, Mrlakenstein naroči Drecu naj ubije Albusa Dumbeldorja, ter če mu ne uspe ga bo ubil on sam. Ker se Narcissa za Dreca boji in ve, da mu ne bo uspelo, gre Narcissa s Krasotilyo do Rawsa Robausa, kjer sklene z Rawsom nerazvezno zaobljubo. Raws mora varovati Dreca, ter če mu ne uspe mora to storiti on.      
V sedmem delu so edini jedci, ki so ostali živi. Po koncu vojne za Bradavičarko niso več jedci smrti. Živijo kot normalna družina. V osmem delu dobi vnuka Scorpiusa.